# Тищенко Іван Васильович
Іва́н Васи́льович Ти́щенко (* 1933) — радянський волейболіст; майстер спорту СРСР.

## Життєпис
Здобув інженерну освіту.
Виступав за «Локомотив» (Тбілісі); від 1956 року — за «Спартак» (Київ).
Чемпіон СРСР 1956 року. Бронзовий призер Чемпіонату світу-1956.
Переможець спортивних ігор VI Всесвітнього фестивалю молоді і студентів.
Переможець 1-ї Спартакіади народів СРСР у складі збірної УРСР. Очолював команду тренер Олександр Дюжев. Капітаном був Михайло Піменов; Київ представляли Юрій Савченко та Валентин Салін, Харків — Георгій Гафанович, Володимир Степанович Горбунов та Борис Ломоносов; Одесу — Марк Барський, Анатолій Закржевський, Георгій Мондзолевський, Едуард Унгурс.
Після закінчення спортивної кар'єри два роки працював інженером-будівельником в Індонезії. По тому займався наукою, захистив кандидатську дисертацію з економіки, член-кореспондент Академії будівництва України.
Віцепрезидент Федерації волейболу України; президент Асоціації пляжного волейболу.
Син Вадим Тищенко — керівник Асоціації дитячого волейболу України; донька Єлизавета Тищенко: — волейболістка «Уралочки», дворазова олімпійська призерка, триразова призерка чемпіонатів світу і чотириразова чемпіонка Європи.